# Ferrovia Cuneo-Mondovì
La ferrovia Cuneo-Mondovì è una linea regionale che collegava le città di Cuneo e Mondovì.
Lunga 33 km, la linea è priva di traffico dal 2012 e da allora risulta sospesa all'esercizio.

## Storia
I primi studi per la costruzione di due collegamenti ferroviari fra Cuneo, Saluzzo e Mondovì furono realizzati precedentemente al 1855, ed il secondo fu altresì inserito nell'ambito dello stanziamento previsto con legge del maggio 1865, successivamente alla quale la stessa deputazione provinciale si era detta disposta a farsi carico dell'intero importo necessario.
Con legge del 29 luglio 1879 venne infine approvata la costruzione della Cuneo-Mondovì quale ferrovia complementare per la quale parte dei costi sarebbero stati coperti dallo Stato e, in seguito fu approvato fra i diversi tracciati proposti quello progettato dagli ingegneri Allasia e Soldati passante per Beinette.
La prima tratta e più impegnativa da Roccadebaldi a Cuneo, comprendente anche il ponte sul Gesso e lunga 19,846 km, fu attivata formalmente il 2 ottobre 1887; ad essa fece seguito il completamento fra Mondovì e Roccadebaldi, lungo 6,210 km, inaugurato il 18 febbraio 1888. La spesa complessiva per la costruzione della linea ammontò a quasi sei milioni di lire.
Affidata in base alla legge "Baccarini" del 27 aprile 1885 alla Società per le Strade Ferrate del Mediterraneo, con servizi eserciti dalla Rete Mediterranea, la linea passò nel 1905 alle neocostituite Ferrovie dello Stato.
Sopravvissuta pressoché indenne alle due guerre mondiali, la linea fu oggetto di significativi ammodernamenti dapprima nel 1989, con la sostituzione delle rotaie con altre di maggiore massa e poi nel 1994 quando, nonostante la già ventilata ipotesi di soppressione, fu istituito il Dirigente Centrale Operativo.
A causa del crollo del ponte sul Gesso avvenuto in conseguenza all'alluvione del 1996 la circolazione fu sospesa fino al 2003 nell'intera tratta compresa fra l'uscita della stazione di Cuneo Gesso fino a Mondovì. In tale periodo rimase il solo servizio merci sotto forma di tradotte.
Alle FS subentrò, nel 2001, la neocostituita Rete Ferroviaria Italiana.
Dopo un accurato lavoro di ripristino, la linea venne riaperta al traffico nel 2006.
Considerati i soli dati di frequentazione, nel 2012 la ferrovia fu inserita dalla Regione Piemonte, in grave crisi finanziaria, fra le linee da escludere dal contratto di servizio con Trenitalia: l'intero servizio ferroviario fu soppresso a partire dal 17 giugno 2012.
Nell'anno 2016 è stato presentato, a Torino, il progetto di mobilità MetroGranda, una linea di metropolitana leggera ideata per collegare i principali centri della provincia di Cuneo sfruttando le vecchie linee Savigliano-Saluzzo-Cuneo, Cuneo-Mondovì, Mondovì-Bastia Mondovì, Bastia-Bra, Bra-Cavallermaggiore, Cavallermaggiore-Savigliano. Il progetto prevederebbe quindi la ricostruzione della linea Mondovì-Bastia e un ripristino delle linee Bastia-Bra, Mondovì-Cuneo e Cuneo-Saluzzo-Savigliano. Non sono però al momento previsti finanziamenti.

## Caratteristiche
| Unknown route-map component "exCONTg" |

| Unknown route-map component "exBHF" |

| Unknown route-map component "exTUNNEL1" |

| Unknown route-map component "CONTgq" | Unknown route-map component "xABZg+r" |  |

| Station on track |

| Unknown route-map component "CONTgq" | Unknown route-map component "ABZgr" |  |

| Stop on track |

| Stop on track |

| Station on track |

| Stop on track |

| Stop on track |

|  | Unknown route-map component "eABZg+l" | Unknown route-map component "exCONTfq" |

| Unknown route-map component "hKRZWae" |

| Station on track |

| 0+000 |
| 6+338 |

| Unknown route-map component "ev-SHI2gr" | Unknown route-map component "d" |

| Unknown route-map component "dWASSERq" | Unknown route-map component "evWBRÜCKE1" | Unknown route-map component "dWASSERq" | Unknown route-map component "d" |

| Unknown route-map component "exdCONTgq" | Unknown route-map component "exSTRr+1h" + Unknown route-map component "exSTR~L" | Unknown route-map component "exSTR~R" + Straight track | Unknown route-map component "d" |  |

| Unknown route-map component "dCONTgq" | Unknown route-map component "exSTRr+1h" + Unknown route-map component "SHI4rq" | Unknown route-map component "exBS2c4" + Straight track | Unknown route-map component "d" |  |

| Unknown route-map component "dCONTgq" | Unknown route-map component "SHI4g+lq" | Unknown route-map component "ABZg+r" | Unknown route-map component "d" |  |

| Unknown route-map component "hKRZWae" |

| Station on track |

| Continuation forward |

La linea è a binario semplice non elettrificato, i cui impianti sono in ultimo telecomandati dal Dirigente Centrale Operativo di Torino Lingotto.
Fra le principali opere d'arte figurano una galleria della lunghezza di 1174 metri, due ponti a tre arcate, cinque cavalcavia e otto sottovia.

### Percorso

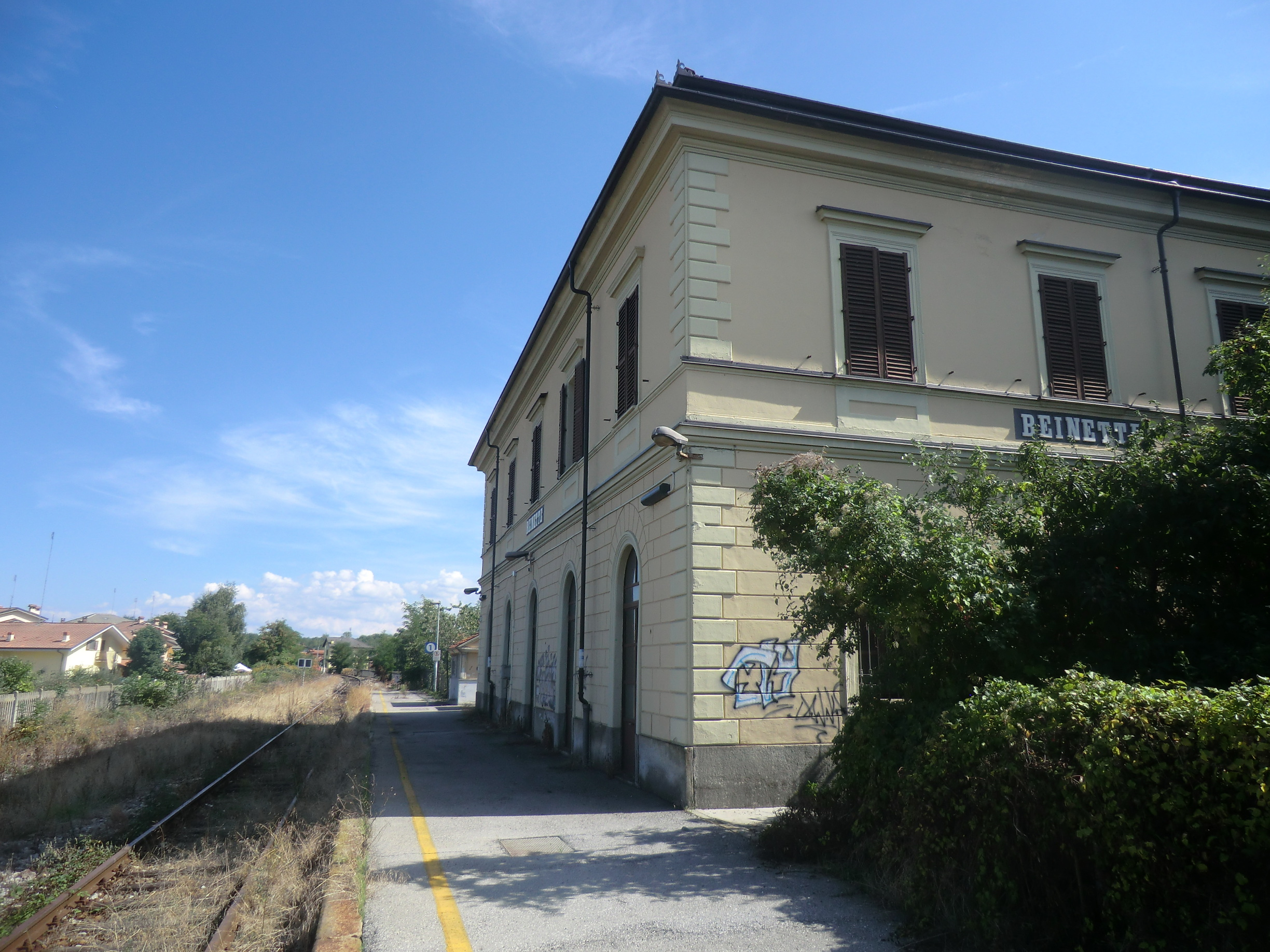
La stazione di Beinette

Lasciata la monumentale stazione di Cuneo (già Cuneo Altipiano) e impegnato uno dei due binari posti su viadotto che costituivano la linea di raccordo che aggira la città, la ferrovia volge verso est fino a Cuneo Gesso.
Superato l'omonimo torrente e lasciata sulla destra l'antica diramazione per Boves, i treni raggiungevano Beinette; poi la linea si avvicina alla statale e prosegue fino a toccare la fermata di Margarita e la stazione di Pianfei.
Dopo le ulteriori fermate di Pogliola e Rocca de' Baldi, il sedime si raccorda a quello della ferrovia Torino-Savona fino al capolinea di Mondovì.

## Traffico
Fin dall'apertura la linea fu interessata da un movimento passeggeri prevalentemente locale con treni che fino al 1985 proseguivano sulla ferrovia Bastia Mondovì-Mondovì raggiungendo, grazie alla presenza della stazione di Mondovì Breo, il centro cittadino.
Ad esso si aggiungeva un traffico merci non trascurabile anche in virtù della presenza a Cuneo del raccordo con il locale stabilimento Michelin; tale flusso, abbinato a quello di legname per l'azienda "Stella SpA" raccordata, cessò definitivamente nel 2009.